# ماریانو آرخنتو
ماریانو آرخنتو (اسپانیایی: Mariano Argento‎؛ زادهٔ ۵ دسامبر ۱۹۶۲) بازیگر و کارگردان فیلم اهل آرژانتین است.
از فیلم‌هایی که وی در آن نقش داشته‌است، می‌توان به بر جدید و راز چشمان آن‌ها اشاره کرد.